# Vuelta a San Juan 2020
La Vuelta a San Juan 2020, trentottesima edizione della corsa e valevole come prima prova dell'UCI ProSeries 2020 categoria 2.Pro, si svolse in sette tappe dal 26 gennaio al 2 febbraio 2020 su un percorso di 1014,8 km, con partenza e arrivo a San Juan, in Argentina. La vittoria fu appannaggio del belga Remco Evenepoel, il quale completò il percorso in 23h13'59", alla media di 43,679 kmh, precedendo l'italiano Filippo Ganna e lo spagnolo Óscar Sevilla. 
Sul traguardo di San Juan 155 ciclisti, su 167 partiti dalla medesima località, portarono a termine la competizione. 

## Tappe
| Tappa  | Data        | Percorso                                            | km     | Vincitore di tappa    | Leader cl. generale |
| ------ | ----------- | --------------------------------------------------- | ------ | --------------------- | ------------------- |
| 1ª     | 26 gennaio  | San Juan > San Juan                                 | 163,5  | Rudy Barbier          | Rudy Barbier        |
| 2ª     | 27 gennaio  | Pocito > Pocito                                     | 164,7  | Fernando Gaviria      | Fernando Gaviria    |
| 3ª     | 28 gennaio  | Ullum > Punta Negra (cron. individuale)             | 15,5   | Remco Evenepoel       | Remco Evenepoel     |
| 4ª     | 29 gennaio  | San José de Jáchal > Valle Fértil/Villa San Agustín | 185,8  | Fernando Gaviria      | Remco Evenepoel     |
|        | 30 gennaio  | giorno di riposo                                    |        |                       |                     |
| 5ª     | 31 gennaio  | San Martín > Alto Colorado                          | 169,5  | Miguel Eduardo Flórez | Remco Evenepoel     |
| 6ª     | 1º febbraio | Autódromo El Villicum > Autódromo El Villicum       | 174,5  | Zdeněk Štybar         | Remco Evenepoel     |
| 7ª     | 2 febbraio  | San Juan > San Juan                                 | 141,3  | Fernando Gaviria      | Remco Evenepoel     |
| Totale | Totale      | Totale                                              | 1014,8 |                       |                     |

## Squadre e corridori partecipanti
| N.      | Cod. | Squadra                     |
| ------- | ---- | --------------------------- |
| 1-6     | MOV  | Movistar Team               |
| 11-16   | BOH  | Bora-Hansgrohe              |
| 21-26   | COF  | Cofidis                     |
| 31-36   | DQT  | Deceuninck-Quick-Step       |
| 41-46   | ISN  | Israel Start-Up Nation      |
| 51-56   | UAD  | UAE Team Emirates           |
| 61-66   | ANS  | Androni Giocattoli-Sidermec |
| 71-76   | BCF  | Bardiani-CSF-Faizanè        |
| 81-86   | FUN  | Fundación-Orbea             |
| 91-96   | THR  | Vini Zabù KTM               |
| 101-106 | RLY  | Rally Cycling               |
| 111-116 | AMO  | Amore & Vita-Prodir         |
| 121-126 | STA  | Atum General-Tavira         |
| 131-136 | CTA  | Colombia-GW                 |

| N.      | Cod. | Squadra                     |
| ------- | ---- | --------------------------- |
| 141-146 | MED  | Medellín                    |
| 151-157 | AVF  | Agrupación Virgen de Fátima |
| 161-167 | EMP  | Municipalidad de Pocito     |
| 171-177 | MRW  | Rawson Somos Todos          |
| 181-187 | SEP  | S.E.P. of San Juan          |
| 191-197 | TPC  | Transportes Puertas de Cuyo |
| 201-207 | ARG  | Argentina                   |
| 211-216 | ITA  | Italia                      |
| 221-226 | RUS  | Russia                      |
| 231-236 | BRA  | Brasile                     |
| 241-246 | PAN  | Panama                      |
| 251-256 | PER  | Perù                        |
| 261-266 | VEN  | Venezuela                   |

## Dettagli delle tappe

### 1ª tappa
- 26 gennaio: San Juan > San Juan – 163,5 km

Risultati
| Pos. | Corridore       | Squadra | Tempo    |
| ---- | --------------- | ------- | -------- |
| 1    | Rudy Barbier    | Israel  | 3h45'14" |
| 2    | Manuel Belletti | Androni | s.t.     |
| 3    | Tomas Contte    | Pocito  | s.t.     |

| Pos. | Corridore       | Squadra | Tempo    |
| ---- | --------------- | ------- | -------- |
| 1    | Rudy Barbier    | Israel  | 3h45'04" |
| 2    | Manuel Belletti | Androni | a 4"     |
| 3    | Tomas Contte    | Pocito  | a 6"     |

### 2ª tappa
- 27 gennaio: Pocito > Pocito – 164,7 km

Risultati
| Pos. | Corridore          | Squadra    | Tempo    |
| ---- | ------------------ | ---------- | -------- |
| 1    | Fernando Gaviria   | UAE        | 3h30'06" |
| 2    | Nicolás J. Naranjo | Agrupación | s.t.     |
| 3    | Marco Benfatto     | Bardiani   | s.t.     |

| Pos. | Corridore        | Squadra | Tempo    |
| ---- | ---------------- | ------- | -------- |
| 1    | Fernando Gaviria | UAE     | 7h15'10" |
| 2    | Rudy Barbier     | Israel  | s.t.     |
| 3    | Manuel Belletti  | Androni | a 4"     |

### 3ª tappa
- 28 gennaio: Ullum > Punta Negra – Cronometro individuale - 15,5 km

Risultati
| Pos. | Corridore       | Squadra    | Tempo   |
| ---- | --------------- | ---------- | ------- |
| 1    | Remco Evenepoel | Deceuninck | 19'16"  |
| 2    | Filippo Ganna   | Italia     | a 32"   |
| 3    | Óscar Sevilla   | Medellín   | a 1'08" |

| Pos. | Corridore       | Squadra    | Tempo    |
| ---- | --------------- | ---------- | -------- |
| 1    | Remco Evenepoel | Deceuninck | 7h34'36" |
| 2    | Filippo Ganna   | Italia     | a 32"    |
| 3    | Óscar Sevilla   | Medellín   | a 1'08"  |

### 4ª tappa
- 29 gennaio: San José de Jáchal > Valle Fértil/Villa San Agustín - 185,8 km

Risultati
| Pos. | Corridore        | Squadra    | Tempo    |
| ---- | ---------------- | ---------- | -------- |
| 1    | Fernando Gaviria | UAE        | 4h08'03" |
| 2    | Rudy Barbier     | Israel     | s.t.     |
| 3    | Álvaro Hodeg     | Deceuninck | s.t.     |

| Pos. | Corridore       | Squadra    | Tempo     |
| ---- | --------------- | ---------- | --------- |
| 1    | Remco Evenepoel | Deceuninck | 11h42'38" |
| 2    | Filippo Ganna   | Italia     | a 33"     |
| 3    | Óscar Sevilla   | Medellín   | a 1'09"   |

### 5ª tappa
- 31 gennaio: San Martín > Alto Colorado - 169,5 km

Risultati
| Pos. | Corridore       | Squadra  | Tempo    |
| ---- | --------------- | -------- | -------- |
| 1    | Miguel Flórez   | Androni  | 4h36'23" |
| 2    | Óscar Sevilla   | Medellín | a 2"     |
| 3    | Brandon McNulty | UAE      | s.t.     |

| Pos. | Corridore       | Squadra    | Tempo     |
| ---- | --------------- | ---------- | --------- |
| 1    | Remco Evenepoel | Deceuninck | 16h19'05" |
| 2    | Filippo Ganna   | Italia     | a 33"     |
| 3    | Óscar Sevilla   | Medellín   | a 1'01"   |

### 6ª tappa
- 1º febbraio: San Juan > Circuito San Juan Villicum - 174,5 km

Risultati
| Pos. | Corridore     | Squadra    | Tempo    |
| ---- | ------------- | ---------- | -------- |
| 1    | Zdeněk Štybar | Deceuninck | 3h56'51" |
| 2    | Juan Molano   | UAE        | s.t.     |
| 3    | Rudy Barbier  | Israel     | s.t.     |

| Pos. | Corridore       | Squadra    | Tempo     |
| ---- | --------------- | ---------- | --------- |
| 1    | Remco Evenepoel | Deceuninck | 20h15'56" |
| 2    | Filippo Ganna   | Italia     | a 33"     |
| 3    | Óscar Sevilla   | Medellín   | a 1'01"   |

### 7ª tappa
- 2 febbraio: San Juan > San Juan - 141,3 km

Risultati
| Pos. | Corridore        | Squadra    | Tempo    |
| ---- | ---------------- | ---------- | -------- |
| 1    | Fernando Gaviria | UAE        | 2h58'03" |
| 2    | Peter Sagan      | Bora       | s.t.     |
| 3    | Álvaro Hodeg     | Deceuninck | s.t.     |

| Pos. | Corridore       | Squadra    | Tempo     |
| ---- | --------------- | ---------- | --------- |
| 1    | Remco Evenepoel | Deceuninck | 23h13'59" |
| 2    | Filippo Ganna   | Italia     | a 33"     |
| 3    | Óscar Sevilla   | Medellín   | a 1'01"   |

## Evoluzione delle classifiche
| Tappa              | Vincitore             | Classifica generale Maglia a pois blu | Classifica scalatori Maglia ocra | Classifica sprint intermedi Maglia gialla | Classifica giovani Maglia verde | Classifica a squadre   |
| ------------------ | --------------------- | ------------------------------------- | -------------------------------- | ----------------------------------------- | ------------------------------- | ---------------------- |
| 1ª                 | Rudy Barbier          | Rudy Barbier                          | Nicolás Paredes                  | Daniel Juárez                             | Tomas Contte                    | Israel Start-Up Nation |
| 2ª                 | Fernando Gaviria      | Fernando Gaviria                      | Nicolás Paredes                  | Daniel Juárez                             | Tomas Contte                    | Israel Start-Up Nation |
| 3ª                 | Remco Evenepoel       | Remco Evenepoel                       | Nicolás Paredes                  | Daniel Juárez                             | Remco Evenepoel                 | Deceuninck-Quick Step  |
| 4ª                 | Fernando Gaviria      | Remco Evenepoel                       | Nicolás Paredes                  | Daniel Juárez                             | Remco Evenepoel                 | Deceuninck-Quick Step  |
| 5ª                 | Miguel Eduardo Flórez | Remco Evenepoel                       | Guillaume Martin                 | Daniel Juárez                             | Remco Evenepoel                 | Movistar Team          |
| 6ª                 | Zdeněk Štybar         | Remco Evenepoel                       | Guillaume Martin                 | Daniel Juárez                             | Remco Evenepoel                 | Movistar Team          |
| 7ª                 | Fernando Gaviria      | Remco Evenepoel                       | Guillaume Martin                 | Daniel Juárez                             | Remco Evenepoel                 | Movistar Team          |
| Classifiche finali | Classifiche finali    | Remco Evenepoel                       | Guillaume Martin                 | Daniel Juárez                             | Remco Evenepoel                 | Movistar Team          |

Maglie indossate da altri ciclisti in caso di due o più maglie vinte
- Dalla 4ª alla 7ª tappa Brandon McNulty ha indossato la maglia verde al posto di Remco Evenepoel.

## Classifiche finali

### Classifica generale - Maglia a pois blu
| Pos. | Corridore        | Squadra     | Tempo     |
| ---- | ---------------- | ----------- | --------- |
| 1    | R. Evenepoel     | Deceuninck  | 23h13'59" |
| 2    | Filippo Ganna    | Italia      | a 33"     |
| 3    | Óscar Sevilla    | Medellín    | a 1'01"   |
| 4    | Brandon McNulty  | UAE         | a 1'21"   |
| 5    | Miguel Flórez    | Androni     | a 2'11"   |
| 6    | Nelson Oliveira  | Movistar    | a 2'27"   |
| 7    | Guillaume Martin | Cofidis     | a 2'28"   |
| 8    | Nicolás Paredes  | Medellín    | a 2'36"   |
| 9    | Gavin Mannion    | Rally       | a 2'53"   |
| 10   | Juan Pablo Dotti | SEP S. Juan | a 3'05"   |

### Classifica scalatori - Maglia ocra
| Pos. | Corridore        | Squadra  | Punti |
| ---- | ---------------- | -------- | ----- |
| 1    | Guillaume Martin | Cofidis  | 22    |
| 2    | Nicolás Paredes  | Medellín | 20    |
| 3    | Mattia Bais      | Androni  | 17    |
| 4    | Gerardo Atencio  | Pocito   | 14    |
| 5    | Brandon McNulty  | UAE      | 13    |

### Classifica sprint intermedi - Maglia gialla
| Pos. | Corridore         | Squadra    | Punti |
| ---- | ----------------- | ---------- | ----- |
| 1    | Daniel Juárez     | Agrupación | 17    |
| 2    | Francisco Montes  | Argentina  | 9     |
| 3    | J. I. Curuchet    | Argentina  | 6     |
| 4    | Agustin Fraysse   | Argentina  | 6     |
| 5    | Christofer Jurado | Panama     | 4     |

### Classifica giovani - Maglia verde
| Pos. | Corridore       | Squadra     | Tempo     |
| ---- | --------------- | ----------- | --------- |
| 1    | Remco Evenepoel | Deceuninck  | 23h13'59" |
| 2    | Brandon McNulty | UAE         | a 1'21"   |
| 3    | Diego Camargo   | Colombia-GW | a 4'53"   |
| 4    | Iñigo Elosegui  | Movistar    | a 4'56"   |
| 5    | Vinícius Rangel | Brasile     | a 5'45"   |

### Classifica a squadre
| Pos. | Squadra                     | Tempo     |
| ---- | --------------------------- | --------- |
| 1    | Movistar Team               | 69h54'14" |
| 2    | Medellín                    | a 50"     |
| 3    | Cofidis                     | a 1'17"   |
| 4    | Androni Giocattoli-Sidermec | a 3'38"   |
| 5    | Bora-Hansgrohe              | a 4'01"   |